# Михелчич, Максимилиян
Максими́лиян Ми́хелчич (словен. Maksimilijan Mihelčič, серб. Максимилијан Михелчић; 29 июля 1905, Ляйбах, Австро-Венгрия — 29 марта 1958, Загреб, ФНРЮ) — югославский футболист словенского происхождения.

## Карьера

### Клубная
Начинал карьеру игрока в составе люблянского клуба «Гермес», затем выступал в составе загребского клуба «Граджянски», в составе которого выиграл чемпионаты страны 1926 и 1929 годов. В 1934 году перешёл в состав загребской «Шпарты Электры».

### В сборной
Выступал за сборную Загреба, в составе которого провёл 20 игр. Также у него 18 игр за сборную страны, дебютировал 28 октября 1925 в матче против Чехословакии. В первой же игре пропустил 7 мячей. Последнюю игру провёл 4 октября 1931 против Болгарии (2:3). Выступал на Олимпиаде 1928 года.

## После карьеры
По профессии был шофёром. После карьеры игрока занял важную должность в мэрии Загреба. После Второй мировой войны некоторое время также занимался футболом, тренируя игроков загребского «Динамо».